# Staffansbo, Östervåla

Staffansbo är en by i Östervåla socken i Heby kommun.
Staffansbo omtalas i dokument första gången i samband med en jordlösen 1518 ("staffansbodha"). Från 1541 upptas ett skattehemman om 5 öres och 1 örtugsland i Staffanbo i årliga räntan. Ursprungligen fanns här endast en gård, men enligt tiondelängden 1620 fanns här två brukare och i tiondelängden 1627 upptas tre hushåll i Staffansbo. Under Staffansbo har lytt lägenheterna Blåkulla eller Blåviken och Kullen, samt backstugan Mortilns.